# Wanxiangcheng (métro de Nanning)
Wanxiangcheng (chinois : 万象城站 / pinyin : Wànxiàngchéng zhàn / zhuang : Camh Vansiengcwngz) est une station de la ligne 1 du métro de Nanning. Elle est située de part et d'autre du boulevard Minzu Dadao et de la rue Jingxiu., dans le district de Qingxiu de la ville de Nanning, en Chine.
Ouverte le 28 juin 2016, la station comprend quatre entrées et une seule plateforme.

## Situation sur le réseau

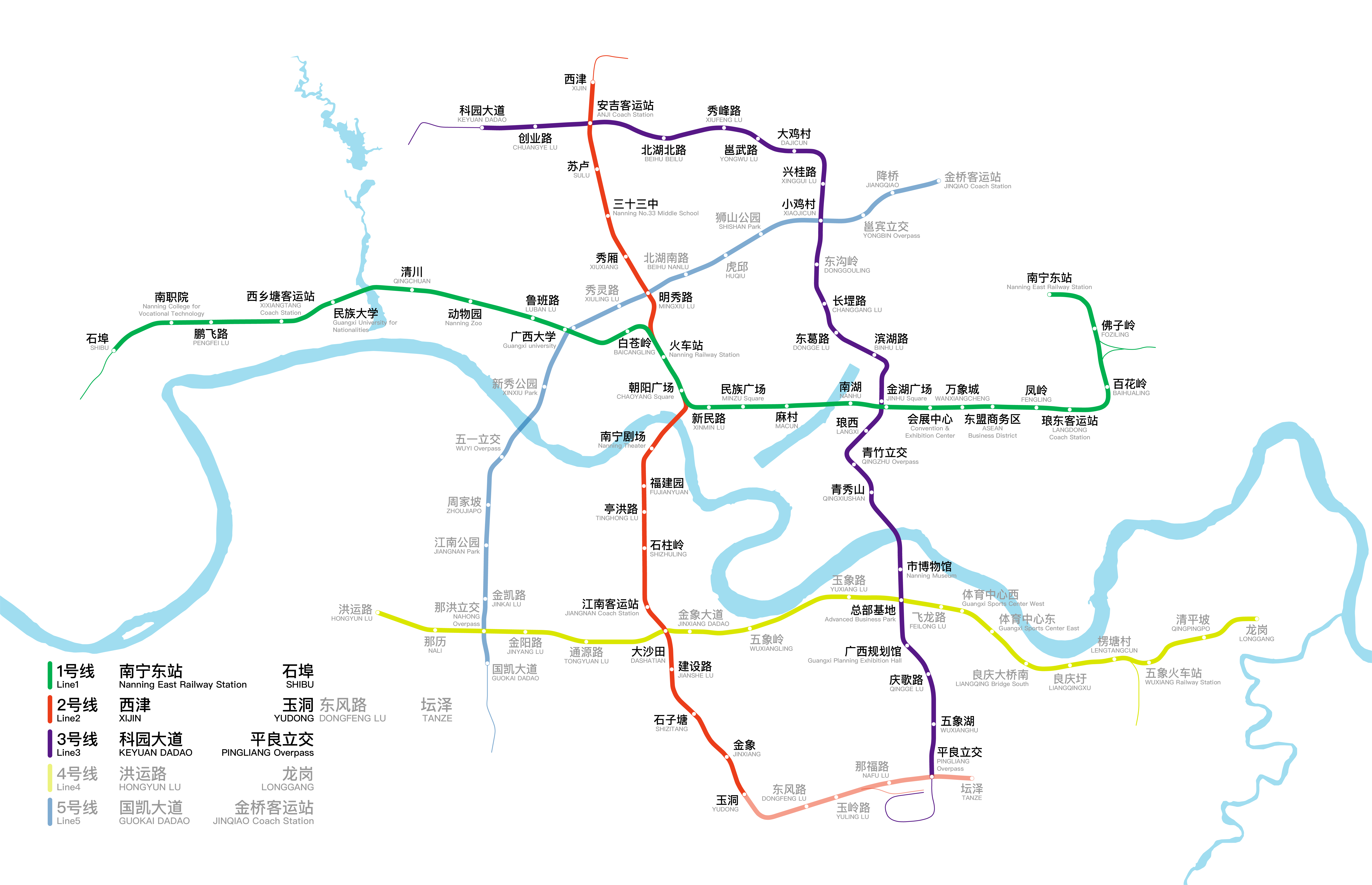
Plan du métro.

Établie en souterrain, Wanxiangcheng est située sur la ligne 1 du métro de Nanning, entre la station Palais des Congrès et des expositions, en direction du terminus ouest Shibu, et la station District financier de l'ASEAN, en direction du terminus est Gare de Nanning-est (zh).

## Histoire
La construction débute le 15 décembre 2012. Le 30 janvier 2015, les dix premières stations sont terminées. Les premiers tests sans passagers ont lieu en février 2016. Les vérifications continuent les 16 et 29 mai de la même année.
La station Wanxiangcheng est mise en service le 28 juin 2016, lors de l'ouverture à l'exploitation de la première section de la ligne 1 du métro de Nanning, entre les stations Nanhu et Gare de Nanning-est (zh),.

## Services aux voyageurs

### Accès et accueil
La station est accessible par quatre entrées différentes, de part et d'autre du boulevard Minzu Dadao et de la rue Jingxiu. La sortie A comprend un ascenseur pour les personnes handicapées. La station est en forme de L, le petit côté du L rejoignant la sortie A, tandis que deux bouts saillants rejoignent les sorties B et D. Elle a deux étages au-dessous du sol en plus des sorties à la surface. Le premier sous-sol est l'aire de service et la salle d'attente, tandis que les quais se trouvent au second. Le tunnel de la rue Qingxiu se retrouve au-dessus du premiere sous-sol.

Entrées
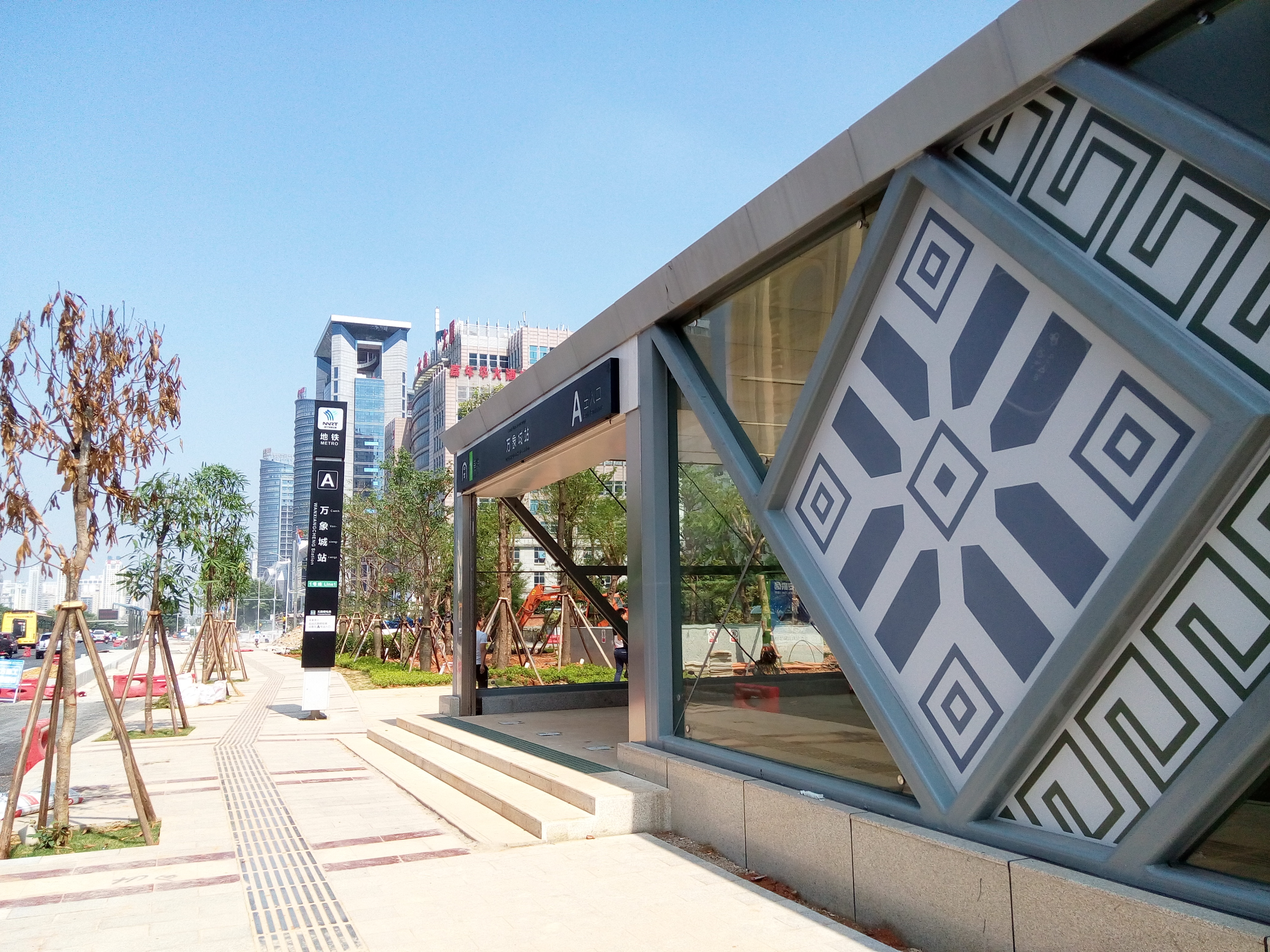
A.
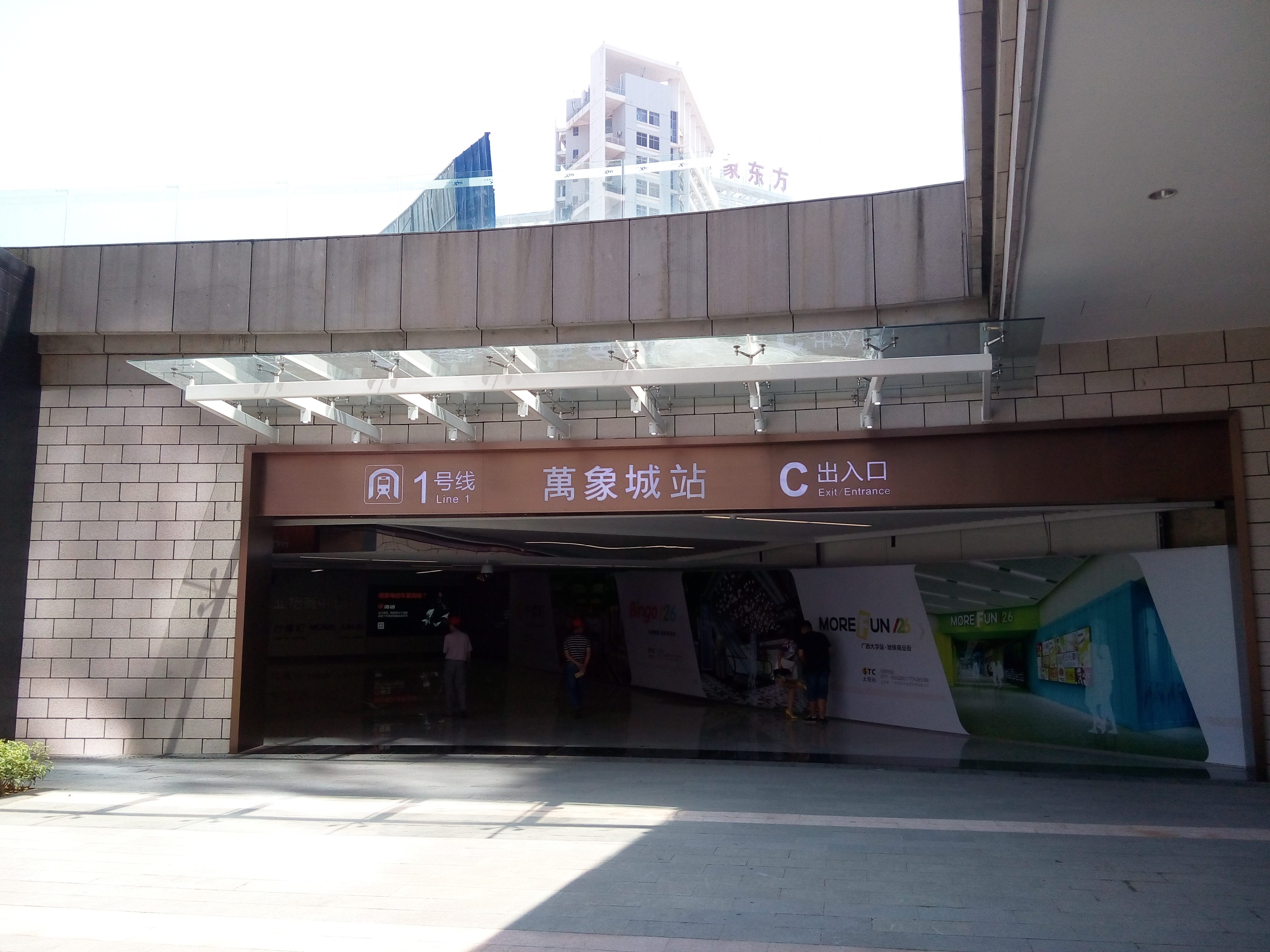
C.

| Niveau 0   | Entrées et sorties                                           | Entrées et sorties                                         |
| Sous-sol 1 | Salle d'accueil                                              | Service à la clientèle, boutiques et guichet libre-service |
| Sous-sol 2 |                                                              | Ligne 1 Voie 1 : En direction de Shibu                     |
| Sous-sol 2 | Quai central                                                 |                                                            |
| Sous-sol 2 | Ligne 1 Voie 2 : En direction de la Gare de Nanning-est (zh) |                                                            |

### Desserte

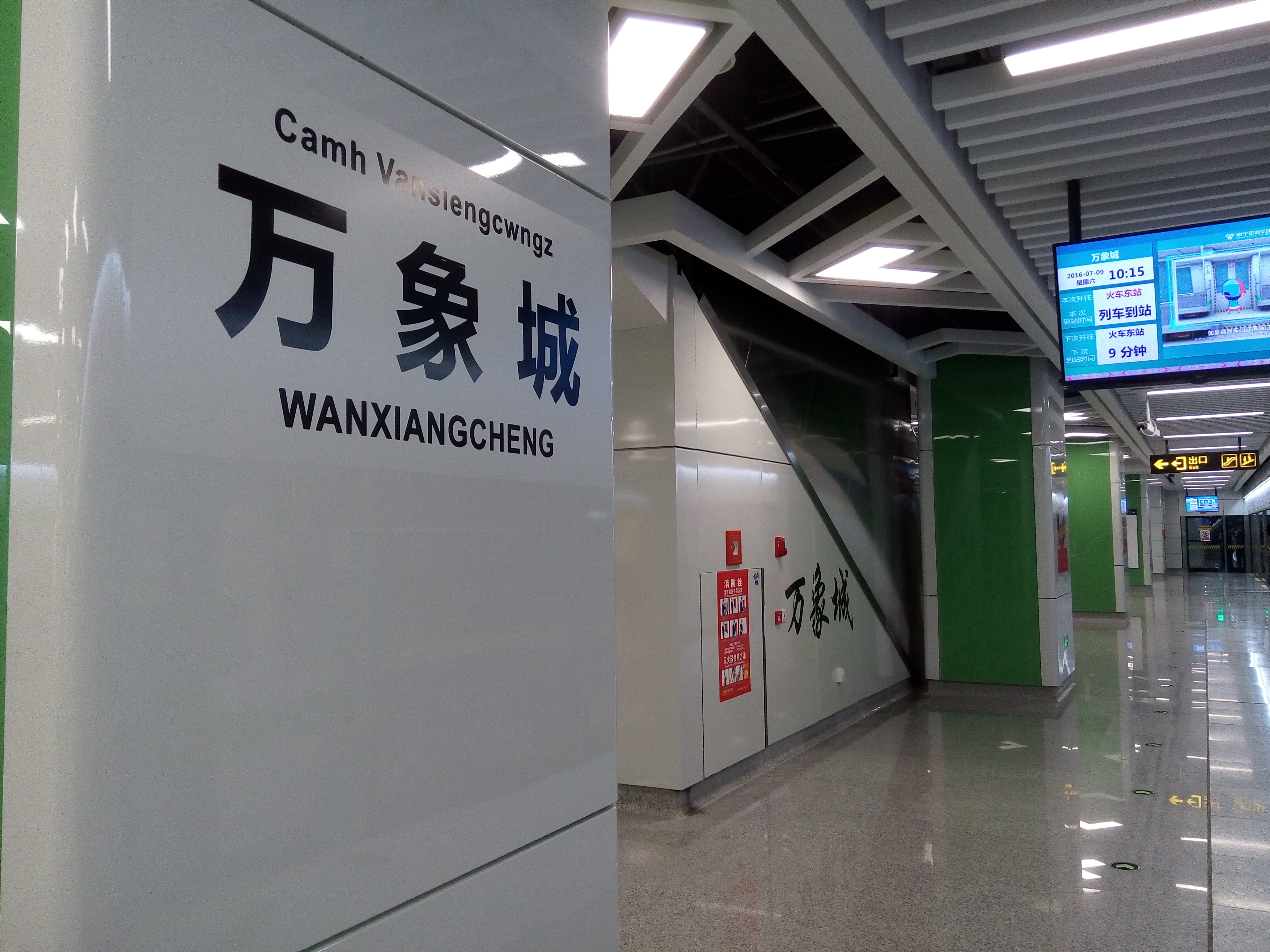
Le quai central de la station.

De 7h00 à 9h00 et de 17h30 à 19h30, le métro y passe aux 3 minutes et demie, tandis qu'il passe aux 7 minutes le reste de la journée. Pendant la fin de semaine et lors des jours fériés, le métro y passe aux 5 minutes (11h30 à 20h00), 6 minutes (6h30 à 11h00) et aux 7 minutes (20h00 à 23h00). Les premiers et derniers passages en direction de Shibu sont à 6h35 et 23h13, tandis que ceux en direction de la gare de Nanning est sont à 6h57 et 22h41.

### Intermodalité
La station est desservie par les autobus 1, 16, 25, 39, 42, 43, 47, 56, 72, 87, 90, 94, 206, 220, 603, 609, 704, 706 et G1 du réseau d'autobus de Nanning.

## À proximité
| Numéro                                         | Destinations proches |
| ---------------------------------------------- | --- |
| Sortie A                                       | Minzu Dadao, rue Jingxiu, Édifice de l'hydroélectricité (水电大厦), édifice Yongkai (永凯大厦), place Jingxiu (景秀广场)                                                                      |
| Sortie B                                       | Entrée fermée |
| Sortie C                                       | Rue Qingxiu (青秀路), Wanxiangcheng, China Resources Wanxiangcheng, édifice du groupe Guangxi Beibu Gulf (北部湾大厦), Bureau des ressources naturelles du Guangxi (广西壮族自治区国土资源厅) |
| Sortie D                                       | Minzu Dadao, rue Jingxiu, district Zhongding Wanxiang ouest (中鼎万象东方小区) |
| Légende： Ascenseur pour personnes handicapées | |